# Cabudare (paroisse civile)
Pour les articles homonymes, voir Cabudare.
Cabudare est l'une des trois paroisses civiles de la municipalité de Palavecino dans l'État de Lara au Venezuela. Sa capitale est Cabudare, chef-lieu de la municipalité. Elle constitue l'une des entités de la couronne urbaine de l'agglomération de Barquisimeto, capitale de l'État.

## Géographie

### Démographie
Hormis sa capitale Cabudare, chef-lieu de la municipalité, la paroisse civile comporte plusieurs localités ou quartiers de l'agglomération de Barquisimeto, dont :
- Cabudare
- Chorobobo
- El Paplelón
- El Tamarindo
- El Taque
- Marazul